# Viktor Svedberg
John Viktor Alexander Svedberg, född 24 maj 1991 i Göteborg, är en svensk-kazakisk professionell ishockeyspelare som spelar för HC Pustertal Wölfe i ICEHL. Efter att ha börjat spela ishockey för moderklubben Göteborgs IK, spelade Svedberg sedan juniorishockey för Rögle BK. Han gjorde seniordebut för klubben i Kvalserien 2009. Kort därefter lämnade han laget för spel i Frölunda HC:s juniorsektion. Säsongen 2010/11 vann han JSM-guld och fick samma säsong göra debut i Svenska Hockeyligan. Efter fyra säsonger för Frölunda lämnade han Sverige för spel i Nordamerika.
I september 2013 skrev han ett tvåårsavtal med NHL-klubben Chicago Blackhawks, men tillbringade de två efterföljande säsongerna med Blackhawks farmarlag Rockford Icehogs i AHL. Säsongen 2015/16 gjorde han NHL-debut och spelade totalt 30 matcher för Blackhawks. Svedberg spelade sedan ytterligare två säsonger för Icehogs innan han återvände till Sverige i november 2018 för spel med Linköping HC i SHL. Efter sju matcher med Linköping lämnade han klubben och blev i december 2018 klar för spel i KHL med Barys Astana. I juni 2021 värvades han av CSKA Moskva, som han lämnade i december samma år för spel med Avangard Omsk. Han spelade med Omsk fram till och med säsongen 2022/23. Säsongen därpå spelade han för den slovakiska klubben HK Poprad i Tipos Extraliga, innan han i oktober 2024 anslöt till italienska Pustertal Wölfe.
Svedberg gjorde debut i Sveriges A-landslag i mars 2019, men sedan april 2021 representerar han Kazakstan.

## Karriär

### Klubblagskarriär

#### 2007–2013: Juniorår och Frölunda HC
Svedberg inledde sin ishockeykarriär med moderklubben Göteborgs IK. Han spelade sedan ungdoms- och juniorishockey för Rögle BK. Då seniorlaget spelade Kvalserien till Elitserien i ishockey 2009 fick Svedberg chansen att göra debut i Rögle i seriens sista omgång, den 9 april. Vid säsongens slut lämnade han klubben för spel i Frölunda HC:s juniorsektion. Under sin andra säsong i Frölunda utsågs Svedberg till assisterande lagkapten i klubbens J20-lag, detta lag kom senare också att vinna SM-guld efter att ha vänt ett 3–0-underläge till 3–6-seger mot Skellefteå AIK i finalen. Tidigare samma säsong gjorde Svedberg SHL-debut med Frölundas seniorlag i en match mot AIK, den 21 september 2010. Totalt spelade han nio matcher för Frölunda i grundserien.
Den 3 maj 2011 skrev Svedberg ett tvåårsavtal med Frölunda och lyckades den efterföljande säsongen slå sig in i A-lagstruppen. I grundseriens andra omgång gjorde han sitt första mål i SHL, på Mikael Tellqvist, i en 1–4-seger mot Modo Hockey. På 55 grundseriematcher noterades han för tre mål och två assistpoäng. Frölunda slutade på femte plats i grundserietabellen och slogs ut i kvartsfinalserien av Brynäs IF med 4–2 i matcher. Svedberg gick poänglös ur dessa sex matcher. Säsongen 2012/13 spelade han 51 grundseriematcher för Frölunda. På dessa matcher noterades han för två assistpoäng. I början av november 2012 missade han fyra matcher på grund av en skada. I slutspelet slogs laget återigen ut i kvartsfinalserien, denna gång mot Luleå HF, med 4–2 i matcher.

#### 2013–2018: AHL och Chicago Blackhawks

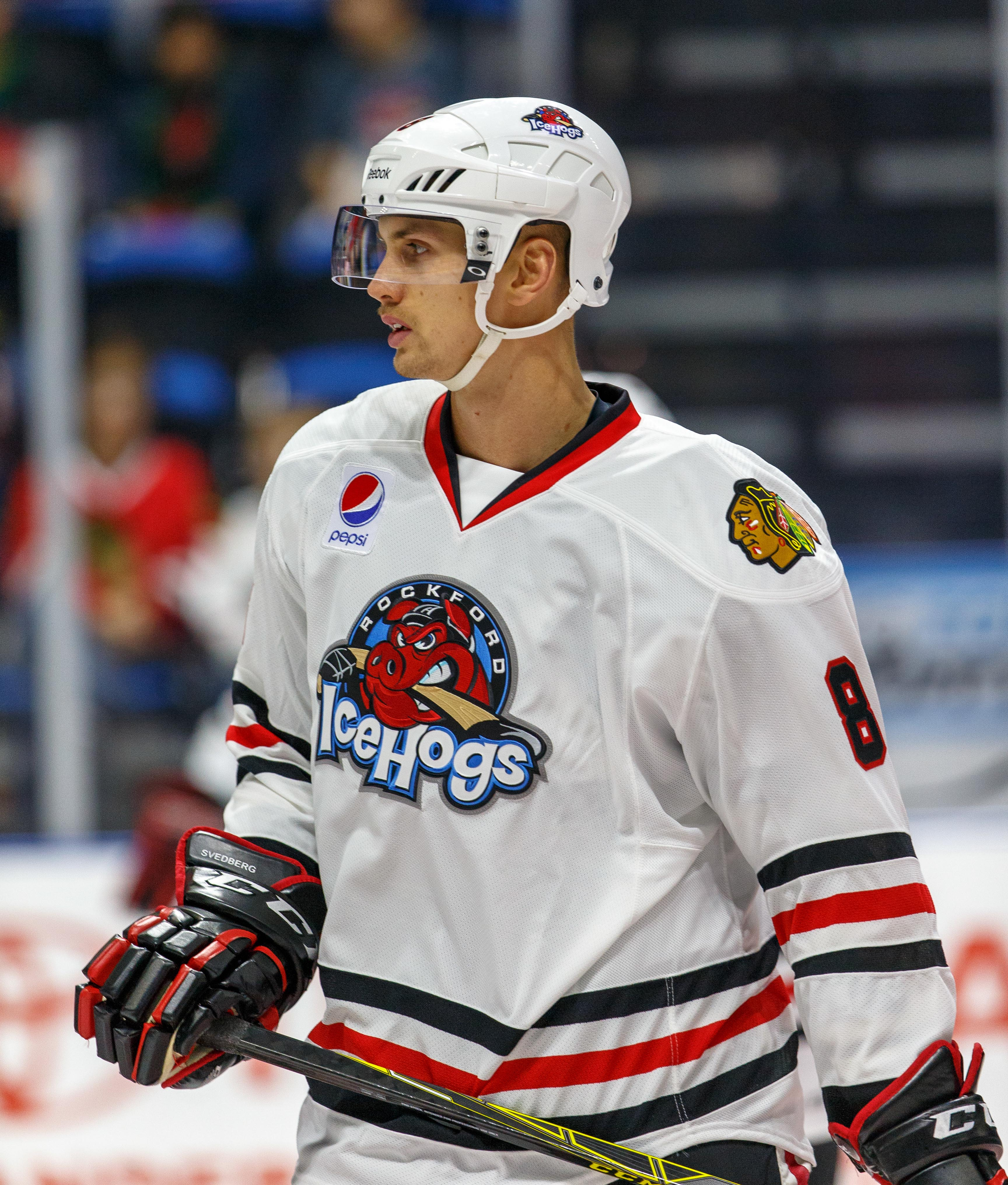
Svedberg med Rockford Icehogs 2015.

Den 16 maj 2013 meddelade AHL-klubben Rockford Icehogs att man skrivit ett ettårsavtal med Svedberg. Senare samma säsong, den 19 oktober, skrev han ett tvåårsavtal med Chicago Blackhawks i NHL, men tillbringade hela säsongen med farmarlaget Icehogs. Svedberg gjorde AHL-debut den 5 oktober 2013 i en match mot San Antonio Rampage. I sin tredje match gjorde han sitt första mål i serien, på Calvin Pickard, i en 5–2-seger mot Lake Erie Monsters. I mitten av februari 2014 ådrog han sig en axelskada i en match mot Chicago Wolves, varför han missade resten av säsongen. I sin debutsäsong i AHL noterades Svedberg för nio poäng på 35 matcher (två mål, sju assist). Svedberg tillbringade även sin andra säsong i Nordamerika med Icehogs i AHL. Han var borta från spel hela februari och större delen av mars 2015 och gjorde totalt 14 poäng (tre mål, elva assist) på 49 grundseriematcher. Han gjorde sedan debut i Calder Cup-slutspelet där Icehogs slogs ut av Texas Stars. På åtta matcher stod han för fyra assistpoäng.
I augusti 2015 förlängde Svedberg sitt avtal med Blackhawks med ytterligare en säsong. Han inledde sedan säsongen 2015/16 från start i NHL och gjorde debut den 9 oktober 2015 i en match mot New York Islanders. Den 15 oktober, i sin fjärde NHL-match, gjorde han sitt första mål, på Braden Holtby, i en 1–4-förlust mot Washington Capitals. Månaden därpå skickades Svedberg tillbaka till Icehogs i AHL. Han återvände till Blackhawks för kortare sejourer med klubben i februari och mars 2016. Totalt spelade han 27 grundseriematcher i NHL och stod för två mål och två assistpoäng. Dessutom spelade han tre matcher för laget i Stanley Cup-slutspelet. Svedberg tillbringade dock den större delen av säsongen med i AHL, där han på 40 grundseriematcher stod för 15 poäng, varav ett mål.
Den 14 mars 2016 meddelade Blackhawks att man förlängt avtalet med Svedberg med ytterligare två säsonger. I januari 2017 skadade han sig och missade ett antal matcher av grundserien. Totalt spelade han 51 matcher och noterades för elva poäng (två mål, nio assist). Under sin femte säsong med Icehogs spelade han 73 grundseriematcher och stod för sin poängmässigt främsta säsong i Nordamerika – 24 poäng (6 mål, 18 assist). I det efterföljande slutspelet slog Icehogs ut både Chicago Wolves och Manitoba Moose, innan man besegrades av Texas Stars med 4–2 i semifinalserien.

#### Från 2018: Återkomst till Europa
Efter att Svedbergs avtal med Blackhawks löpt ut efter säsongen 2017/18, stod han kontraktslös fram till september 2018 då han skrev ett try out-kontrakt med Calgary Flames. Senare samma månad, den 26 september, meddelades det att Flames inte erbjudit Svedberg något kontrakt. Efter att ha inlett säsongen 2018/19 som klubblös, bekräftades det den 9 november 2018 att Svedberg återvänt till Sverige då han skrivit ett korttidsavtal med Linköping HC i SHL. Efter att ha producerat ett mål och en assist på sju matcher lämnade Svedberg Linköping då kontraktet med klubben löpt ut vid månadsskiftet november/december 2018.
I början av december samma år presenterade den kazakiska klubben Barys Nur-Sultan i KHL Svedberg som ett nyförvärv. Den 3 december 2018 gjorde han debut i KHL då Astana besegrade Metallurg Magnitogorsk med 3–2. I sin femte KHL-match, den 12 december 2018, gjorde han sitt första mål i ligan, på Aleksandr Lazushin, då Nur-Sultan besegrade Kunlun Red Star med 1–4. På 29 grundseriematcher stod Svedberg för tre mål och sex assistpoäng. I det efterföljande slutspelet, Gagarin Cup, slog laget ut Torpedo Nizjnij Novgorod (4–3) innan man själva slogs ut i kvartsfinal mot Avangard Omsk med 4–1 i matcher.
Den 13 maj 2019 meddelade Nur-Sultan att man förlängt avtalet med Svedberg med ytterligare två säsonger. Svedberg spelade endast fem matcher i säsongsinledningen 2019/20 innan han ådrog sig en skada. Han var åter i spel i februari 2020 och spelade totalt tio grundseriematcher. I det efterföljande slutspelet slog laget ut Metallurg Magnitogorsk med 4–1 i matcher i den första rundan innan man drog sig ur slutspelet på grund av Coronavirusutbrottet 2019–2021. Under sin tredje säsong i Nur-Sultan ådrog Svedberg sig en skada i en match mot HK Sotji den 1 december 2020, vilken tvingade honom till en operation. Han missade återstoden av säsongen och stod för åtta poäng på 28 matcher (tre mål, fem assist).
Den 7 juni 2021 meddelade HK CSKA Moskva att man tecknat ett treårsavtal med Svedberg. Efter 33 grundseriematcher i klubben meddelades det den 18 december samma år att Svedberg lämnat Moskva för spel med de regerande mästarna Avangard Omsk. Han spelade åtta matcher för Omsk i grundserien innan laget i det efterföljande slutspelet besegrade Ak Bars Kazan med 4–2 i åttondelsfinal. I kvartsfinalserien slogs Omsk ut av Metallurg Magnitogorsk med 4–3 i matcher. På tolv slutspelsmatcher noterades Svedberg för två assistpoäng. Säsongen 2022/23 spelade Svedberg 35 grundseriematcher och stod för tre assistpoäng. Laget tog sig till semifinal, där man slogs ut av Ak Bars Kazan med 4–1 i matcher. Svedberg spelade tio matcher under slutspelet och stod för två mål och lika många assist.
Säsongen 2023/24 inledde Svedberg som kontraktslös. I oktober provspelade han för HC Lugano i NL, dock utan att få något permanent avtal. I slutet av januari 2024 bekräftade det att Svedberg anslutit till den slovakiska klubben HK Poprad i Tipos Extraliga för återstoden av säsongen. Han spelade nio grundseriematcher för klubben, som vann grundserien. Man föll dock omgående i slutspelet då HK Nitra vann kvartsfinalserien med 4–2 i matcher. Därefter lämnade Svedberg Poprad och gick kontraktslös fram till oktober 2024. Den 10 oktober bekräftades det att han skrivit ett avtal med den italienska klubben HC Pustertal Wölfe i ICEHL. Han spelade 25 grundseriematcher och stod för fem assistpoäng. Han missade de 13 avslutande matcherna av grundserien på grund av skada men gjorde comeback i den första slutspelsmatchen. Laget slogs ut i kvartsfinal med 2–4 i matcher mot EC KAC.

### Landslag
I slutet av mars 2019 blev Svedberg för första gången uttagen att spela för det svenska landslaget. Den 4 april samma år spelade han sin första A-landskamp och gjorde samtidigt sitt första mål i landslaget, på Július Hudáček, då Sverige besegrade Slovakien med 4–0.
Sedan april 2021 representerar Svedberg Kazakstans landslag. Samma år spelade han sitt första VM, i Lettland. Kazakstan slutade på femte plats i grupp B och var nära att ta sig till slutspelsrundan. Svedberg missade en match efter att ha blivit avstängd sedan han cross-checkat Jere Innala i en match mot Finland. Han var Kazakstans poängmässigt bästa back och stod för fyra poäng på sex matcher (ett mål, tre assist).

## Statistik

### Klubblag
| 2008–09    | Rögle BK           | Elitserien | —   | —  | —  | —  | —   | 1  | 0 | 0 | 0 | 0  |
| 2010–11    | Frölunda HC        | Elitserien | 9   | 0  | 0  | 0  | 0   | —  | — | — | — | —  |
| 2011–12    | Frölunda HC        | Elitserien | 55  | 3  | 2  | 5  | 20  | 6  | 0 | 0 | 0 | 0  |
| 2012–13    | Frölunda HC        | Elitserien | 51  | 0  | 2  | 2  | 24  | 6  | 0 | 0 | 0 | 4  |
| 2013–14    | Rockford Icehogs   | AHL        | 35  | 2  | 7  | 9  | 26  | —  | — | — | — | —  |
| 2014–15    | Rockford Icehogs   | AHL        | 49  | 3  | 11 | 14 | 41  | 8  | 0 | 4 | 4 | 8  |
| 2015–16    | Chicago Blackhawks | NHL        | 27  | 2  | 2  | 4  | 4   | 3  | 0 | 0 | 0 | 6  |
| 2015–16    | Rockford Icehogs   | AHL        | 40  | 1  | 14 | 15 | 39  | —  | — | — | — | —  |
| 2016–17    | Rockford Icehogs   | AHL        | 51  | 2  | 9  | 11 | 70  | —  | — | — | — | —  |
| 2017–18    | Rockford Icehogs   | AHL        | 73  | 6  | 18 | 24 | 82  | 13 | 0 | 5 | 5 | 18 |
| 2018–19    | Linköping HC       | SHL        | 7   | 1  | 1  | 2  | 6   | —  | — | — | — | —  |
| 2018–19    | Barys Nur-Sultan   | KHL        | 29  | 3  | 6  | 9  | 16  | 12 | 0 | 2 | 2 | 36 |
| 2019–20    | Barys Nur-Sultan   | KHL        | 10  | 0  | 1  | 1  | 4   | —  | — | — | — | —  |
| 2020–21    | Barys Nur-Sultan   | KHL        | 28  | 3  | 5  | 8  | 16  | —  | — | — | — | —  |
| 2021–22    | HK CSKA Moskva     | KHL        | 33  | 2  | 1  | 3  | 14  | —  | — | — | — | —  |
| 2021–22    | Avangard Omsk      | KHL        | 8   | 0  | 2  | 2  | 6   | 13 | 0 | 2 | 2 | 6  |
| 2022–23    | Avangard Omsk      | KHL        | 35  | 0  | 3  | 3  | 39  | 10 | 2 | 2 | 4 | 30 |
| 2023–24    | HK Poprad          | Extraliga  | 9   | 0  | 1  | 1  | 29  | 5  | 1 | 0 | 1 | 6  |
| 2024–25    | HC Pustertal Wölfe | ICEHL      | 25  | 0  | 5  | 5  | 13  | 8  | 1 | 2 | 3 | 8  |
| AHL totalt | AHL totalt         | AHL totalt | 248 | 14 | 59 | 73 | 258 | 21 | 0 | 9 | 9 | 26 |
| KHL totalt | KHL totalt         | KHL totalt | 143 | 8  | 18 | 26 | 95  | 35 | 2 | 6 | 8 | 72 |
| SHL totalt | SHL totalt         | SHL totalt | 122 | 4  | 5  | 9  | 50  | 13 | 0 | 0 | 0 | 4  |
| NHL totalt | NHL totalt         | NHL totalt | 27  | 2  | 2  | 4  | 4   | 3  | 0 | 0 | 0 | 6  |

### Internationellt
| År     | Lag       | Turnering | Matcher | Mål | Assists | Poäng | Utv. |
| ------ | --------- | --------- | ------- | --- | ------- | ----- | ---- |
| 2021   | Kazakstan | VM        | 6       | 1   | 3       | 4     | 6    |
| 2022   | Kazakstan | VM        | 4       | 0   | 0       | 0     | 4    |
| Totalt | Totalt    | Totalt    | 10      | 1   | 3       | 4     | 10   |